# Michaela Formánková
Michaela Formánková (* 21. November 1985 in Brno) ist eine tschechische Volleyball- und Beachvolleyballspielerin. Sie wurde drei Mal französische Meisterin im Sand.

## Karriere

### Karriere Halle
Mit VK Královo Pole Brno wurde die Universalspielerin 2008 Dritte in der Czech Republic Extraliga. Im Challenge Cup schied der Verein dagegen schon in der zweiten Runde gegen den späteren Viertelfinalisten Olympiakos Piräus aus.  Die in der zweitgrößten Stadt Tschechiens geborene Athletin schlug nach einer Pause ab 2011 für Vannes Volley 56 auf. Ein Meistertitel in der French Élite sowie zwei Endspiele im Amateur French Cup waren die beste Ausbeute in den folgenden drei Spielzeiten. Anschließend konzentrierte sich die Sportlerin auf Beachvolleyball und wechselte erst 2022 zum italienischen Drittligisten Volley Terracina, mit dem sie in der folgenden Saison in den Aufstieg Playoffs an Onda Anzio Volley scheiterte.

### Karriere Beach
Mit Eva Weissová wurde Michaela Formánková 2004 Neunzehnte bei den U20-Europameisterschaften. Vier Jahre später startete sie mit Ludmila Chvátalová zum ersten Mal bei den tschechischen Landesmeisterschaften. Das Ergebnis war ein dreizehnter Rang. Nach weiteren fünf Jahren spielte Formánková zum ersten Mal bei den französischen Titelkämpfen im Sand und wurde gleich mit der Bronzemedaille belohnt. Ihre Partnerin war Vendula Haragová, mit der sie bereits eine Spielzeit später die oberste Stufe des Stockerls erreichte. In den Jahren 2013 und 2014 hatten die beiden außerdem elf weitere nationale Events in Frankreich bestritten, sieben davon siegreich, eins als Zweite und die restlichen als Dritte beendet. 
Die Tschechinnen hätten 2015 gerne ihren Titel verteidigt. Dem schob jedoch der französische Volleyballverband einen Riegel vor und belegte sie mit einem Spielverbot, weil sie keine Französinnen waren. Aus diesem Grund standen die beiden mal wieder in ihrem Heimatland im Sand und belohnten sich mit dem Finaleinzug und der Silbermedaille bei den Titelkämpfen. Im gleichen Jahr waren sie vornehmlich in Südkorea am Start, drei erste Plätze waren das Ergebnis, einer davon in Busan, wo sie auch schon im Vorjahr ein Turnier gewonnen hatten und Formánková mit Šárka Nakládalová schon 2013 siegreich war. 
Nach der Erfahrung von 2015  hatte das 2014 erfolgreiche Beachduo neben der tschechischen die französische Staatsbürgerschaft beantragt und auch erhalten. Zudem hatte das Olympische Komitee den Ausschluss von den Meisterschaften 2015 als nicht gerechtfertigt eingestuft. So stand dem Start beim Championnat de France Beach Volley Senior 2016 nichts mehr im Wege. Micha und Vendy besiegten alle Gegnerinnen und verteidigten ihren Titel auch im folgenden Jahr.
2018 trennten sich die beiden bis dahin erfolgreichen Partnerinnen. Für Haragová ging es mit Laura Longuet weiter, während Formánková es mit verschiedenen Spielerinnen an ihrer Seite probierte, aber nie mehr an die Erfolge der Vergangenheit anknüpfen konnte. Beste Ergebnisse in der Zeit bis einschließlich 2023 waren 2021 der Einzug in die Runde der besten Acht bei den Landesmeisterschaften sowie 2022 das Erreichen des Endspiels bei einem nationalen Turnier in Saint-Martin-de-Ré und ein dritter Platz in Orléans. Bei allen drei Veranstaltungen bildeten Michaela Formánková und Kateřina Tychnová ein Beachpaar.